# Ante Žižić
Ante Žižić (Split, Croacia, 4 de enero de 1997) es un jugador de baloncesto croata que juega en el Virtus Bolonia de la Lega Basket Serie A. Con 2,08 de estatura, su puesto natural en la cancha es el de pívot.
Es el hermano menor del exjugador de baloncesto Andrija Žižić (n. 1980).

## Trayectoria deportiva

### Profesional
Zizic se formó en el KK Split. Llegó a la Cibona de Zagreb con la que ha jugado Liga Croata, en la que fue tercer máximo anotador (16 puntos), mejor reboteador (9,8) y taponador (1,3); Adriática, siendo cuarto mejor reboteador (7,2), quinto taponador (1,2) y añadiendo 12,7 puntos a su estadística; y FIBA Europe Cup (15,4 tantos y 7,8 rechaces).
En el Draft de la NBA de 2016 es escogido en la primera ronda, con el puesto 23 por los Boston Celtics, pero esa temporada jugó finalmente en el Darüşşafaka S.K. turco. El 1 de julio de 2017 firmó contrato con Boston Celtics, pero sin llegar a debutar, en agosto fue traspasado junto con Isaiah Thomas, Jae Crowder y una primera ronda del draft de 2018 a Cleveland Cavaliers, a cambio de Kyrie Irving.
Zizic jugaría durante tres temporadas en la NBA con los Cleveland Cavaliers, donde no terminó de asentarse su rol en el equipo. En su año de novato pasó prácticamente desapercibido, con solo 32 partidos disputados, aportó 3.7 puntos y 1.9 rebotes por partido. En su segundo año Zizic ofreció su mejor versión, incluso coqueteando con la titularidad, aportando 7.8 puntos y 5.4 rebotes. En el último año jugaría solo 22 partidos, escasos 10 minutos en pista, y 4.4 puntos y 3.0 rebotes por encuentro. Los Cavaliers tenían opción para renovarle un año más pero no la ejercitó.
El 25 de agosto de 2020, regresa a Europa para jugar dos temporadas en el Maccabi Tel Aviv Basketball Club de la Ligat Winner.
El 22 de junio de 2022, firma por el Anadolu Efes S.K. de la Türkiye Basketbol Ligi.

## Internacional
Habitual en las categorías inferiores de la selección croata de baloncesto, Ante logró en 2014 la medalla de bronce el pasado verano con la selección sub-18 junto a Marko Arapovic, Dragan Bender, Lovro Mazalin y compañía. En dicho torneo continental causó buena impresión y en una media de 18.7 minutos por choque sumó 8.2 puntos y 7 rebotes. En 2013 con la selección sub-16 ya demostró de lo que era capaz, siendo uno de los protagonistas de aquel Europeo que ganó la selección española en Kiev (los números de Ante Žižić fueron de 13,9 puntos y 12.8 rebotes en 26.7 minutos).
Fue Plata en el Mundial 2015 Sub-19 con Croacia y fue convocado en  la lista de 16 de la Absoluta para el Preolímpico.

## Estadísticas de su carrera en la NBA

### Temporada regular
| Año     | Equipo    | PJ  | PT | MPP  | %TC  | %3P | %TL  | RPP | APP | ROB | TPP | PPP |
| ------- | --------- | --- | -- | ---- | ---- | --- | ---- | --- | --- | --- | --- | --- |
| 2017-18 | Cleveland | 32  | 2  | 6.7  | .731 | –   | .724 | 1.9 | .2  | .1  | .4  | 3.7 |
| 2018-19 | Cleveland | 59  | 25 | 18.3 | .553 | –   | .705 | 5.4 | .9  | .2  | .4  | 7.8 |
| 2019-20 | Cleveland | 22  | 0  | 10.0 | .569 | –   | .737 | 3.0 | .3  | .3  | .2  | 4.4 |
| Total   | Total     | 113 | 27 | 13.4 | .581 | –   | .711 | 3.9 | .6  | .2  | .4  | 6.0 |

### Playoffs
| Año   | Equipo    | PJ | PT | MPP | %TC  | %3P | %TL  | RPP | APP | ROB | TPP | PPP |
| ----- | --------- | -- | -- | --- | ---- | --- | ---- | --- | --- | --- | --- | --- |
| 2018  | Cleveland | 8  | 0  | 2.9 | .500 | -   | .500 | .8  | .1  | .0  | .1  | 1.6 |
| Total | Total     | 8  | 0  | 2.9 | .500 | -   | .500 | .8  | .1  | .0  | .1  | 1.6 |